# Cela (Chaves)
Cela ist ein Ort und eine ehemalige Gemeinde (Freguesia) im portugiesischen Kreis Chaves. Die Gemeinde hatte 151 Einwohner (Stand 30. Juni 2011).
Am 29. September 2013 wurden die Gemeinden Cela, Eiras und São Julião de Montenegro zur neuen Gemeinde União das Freguesias das Eiras, São Julião de Montenegro e Cela zusammengeschlossen.